# ميخائيل واين (مؤرخ)
ميخائيل واين هو مؤرخ كندي، ولد في 1947.